# Пустињски гофер
Пустињски гофер (лат. Geomys arenarius, енгл. Desert pocket gopher) је врста глодара из породице гофера (лат. Geomyidae). 

## Распрострањење
Врста је присутна у Мексику и Сједињеним Америчким Државама.

## Станиште
Станишта врсте су травна вегетација, речни екосистеми и пустиње.

## Угроженост
Ова врста је на нижем степену опасности од изумирања, и сматра се скоро угроженим таксоном.